# 布雷肯里奇鎮區 (阿肯色州傑克遜縣)
布雷肯里奇鎮區（英語：Breckenridge Township）是位於美國阿肯色州傑克遜縣的一個行政鎮區。

## 地方資料
布雷肯里奇鎮區的面積為127.71平方千米，當中陸地面積為127.65平方千米，而水域面積為0.06平方千米。根據2010年美國人口普查的數據，當地共有人口478人，而人口密度為每平方千米3.74人。